# دانيلو سواريز (لاعب كرة قدم)
دانيلو سواريز (بالإسبانية: Danilo Suárez)‏ (7 مارس 1989 في الأوروغواي - ) هو لاعب كرة قدم أوروغواني في مركز حراسة المرمى. لعب مع ريفر بليت وميرامار ميشنس وTacuarembó F.C. ‏.

## وصلات خارجية
- دانيلو سواريز على موقع قاعدة بيانات كرة القدم.إي يو (الإنجليزية)
- دانيلو سواريز على موقع Soccerway.com (الإنجليزية)